# Санта-Роза (остров)
Санта-Роза (англ. Santa Rosa Island) — второй по величине остров в группе Чаннел, которая расположена вблизи побережья южной Калифорнии, США. В административном отношении относится к округу Санта-Барбара.
Расположен к западу от острова Санта-Круз и к востоку от острова Сан-Мигель, в 42 км от побережья Калифорнии в районе города Санта-Барбара. Остров составляет примерно 26 км в длину и 17 км в ширину. Рельеф Санта-Розы — холмистый. Высшая точка — гора Вэйл, составляет 484 м над уровнем моря. Берега острова разнятся от широких песчаных пляжей, полого спускающихся к океану, до отвесных скал. Площадь Санта-Розы составляет 215,27 км², что делает его 65-м крупнейшим островом США. Входит в состав национального парка Чаннел-Айлендс.
Постоянное население острова по данным переписи 2000 года составляет 2 человека. Имеется круглогодичное чартерное сообщение с аэропортом Камарильо.
В 2007 году на острове был открыт новый вид лишайников, названный в честь президента страны — Калоплака Обамы (лат. Caloplaca obamae). Также, на острове произрастает эндемичный редкий вид суккулентов — Dudleya gnoma.

## Галерея

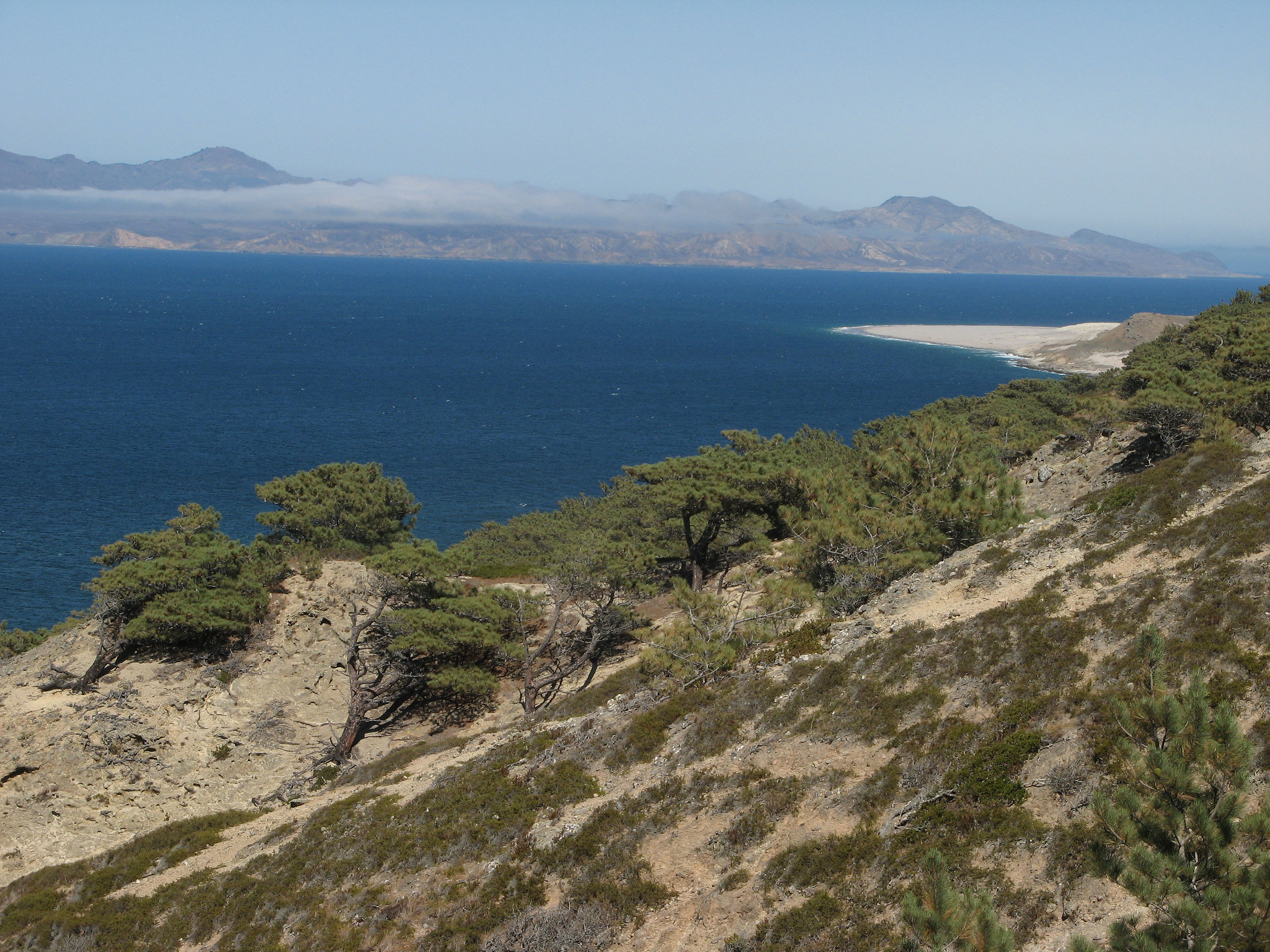
Сосновая роща на Санта-Розе
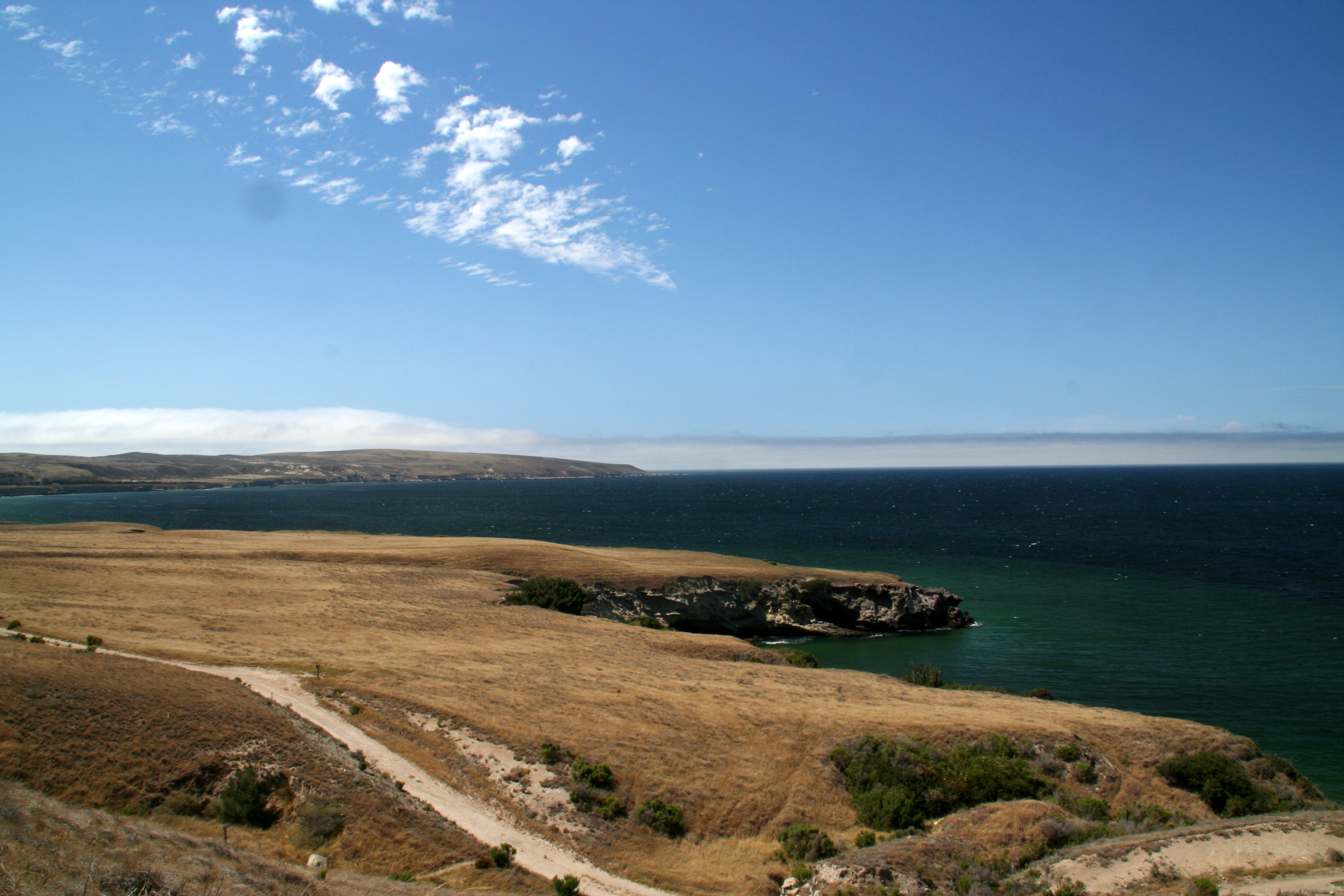
Вид с холма
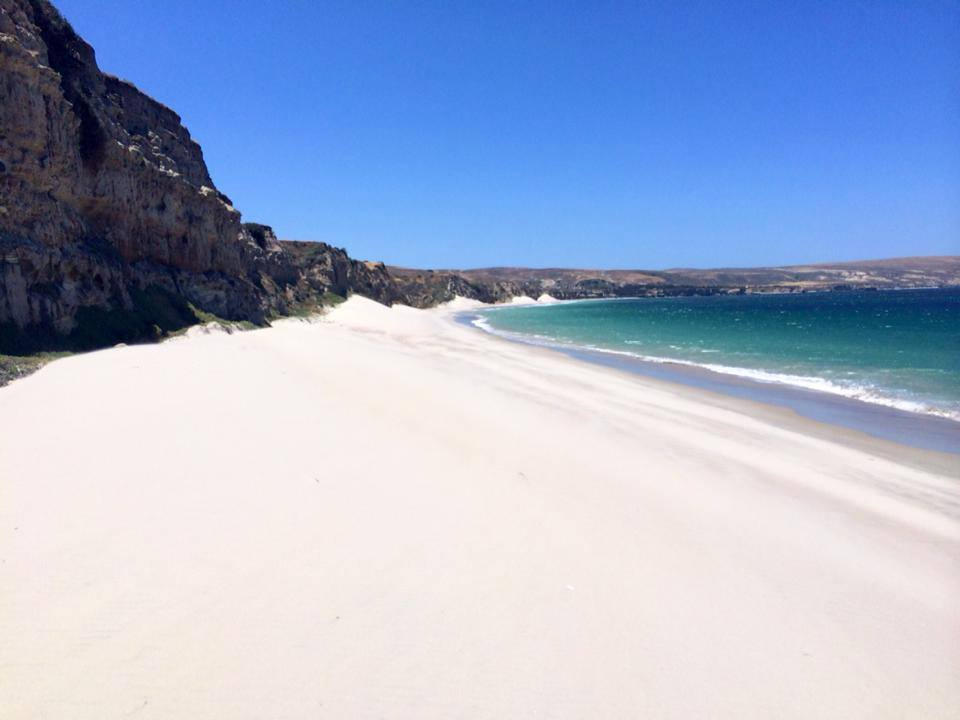
Белый песчаный пляж